# Lista de canções número um na Top 50 Streaming em 2023
Esta é uma lista de canções que atingiram o número um da tabela musical Top 50 Streaming em 2023. A lista é publicada mensalmente pela Pro-Música Brasil, que recolhe os dados elaborados e compilados pela empresa BMAT Music Innovators e divulga as cinquenta faixas mais executadas nas plataformas musicais de streaming Spotify, Apple Music, Napster, Amazon Music e Deezer.

## Histórico
| Mês       | Canção           | Artista                   | Ref.  |
| --------- | ---------------- | ------------------------- | ----- |
| Janeiro   | "Leão"           | Marília Mendonça          | [ 1 ] |
| Fevereiro | "Zona de Perigo" | Leo Santana               | [ 2 ] |
| Março     | "Nosso Quadro"   | Agroplay & Ana Castela    | [ 3 ] |
| Abril     | "Nosso Quadro"   | Agroplay & Ana Castela    | [ 4 ] |
| Maio      | "Nosso Quadro"   | Agroplay & Ana Castela    | [ 5 ] |
| Junho     | "Tá OK"          | Dennis & MC Kevin o Chris | [ 6 ] |
| Julho     | "Tá OK"          | Dennis & MC Kevin o Chris | [ 7 ] |